# Paździerzyce (rejon dzierżyński)
Paździerzyce (biał. Падзерычы, Padzieryczy; ros. Падеричи, Padiericzi) – wieś na Białorusi, w obwodzie mińskim, w rejonie dzierżyńskim, w sielsowiecie Putczyna.

## Historia
W XIX i w początkach XX w. położone były w Rosji, w guberni mińskiej, w powiecie mińskim, w gminie Rubieżewicze.
W dwudziestoleciu międzywojennym leżały w Polsce, w województwie nowogródzkim, w powiecie wołożyńskim, w gminie Wołma. W 1921 miejscowość liczyła 162 mieszkańców, zamieszkałych w 27 budynkach, w tym 160 Polaków, 1 Białorusina i 1 Rosjanina. 151 mieszkańców było wyznania rzymskokatolickiego i 11 prawosławnego. Wieś położona była wówczas przy granicy ze Związkiem Sowieckim. Znajdowała się tu placówka 2 Batalionu Celnego.
Po II wojnie światowej w granicach Związku Sowieckiego. Od 1991 w niepodległej Białorusi.